# Pedro Sergio de Jesús Mena Díaz
Pedro Sergio de Jesús Mena Díaz (ur. 4 maja 1955 w Colonia Yucatán) – meksykański duchowny rzymskokatolicki, od 2017 biskup pomocniczy Jukatanu.

## Życiorys
Święcenia kapłańskie przyjął 7 października 1986 i został inkardynowany do archidiecezji Jukatanu. Był m.in. wychowawcą w jukatańskim seminarium, sekretarzem wykonawczym komisji meksykańskiej Konferencji Episkopatu ds. duszpasterstwa powołań oraz wikariuszem biskupim ds. duchowieństwa.
27 maja 2017 został mianowany biskupem pomocniczym Jukatanu oraz biskupem tytularnym Iulium Carnicum. Sakry biskupiej udzielił mu 18 lipca 2017 metropolita jukatański, abp Gustavo Rodriguez Vega.